# The Rugby Championship 2019
Navigation
The Rugby Championship 2018 Tri-nations 2020
Le Rugby Championship 2019 est une compétition de rugby à XV qui oppose les sélections d'Afrique du Sud (Springboks), d'Argentine (Pumas), d'Australie (Wallabies) et de Nouvelle-Zélande (All Blacks).
Compte tenu de l'organisation de la Coupe du monde de rugby à XV à partir du 20 septembre 2019, la compétition est réduite à six rencontres du  21 juillet au 11 août 2019, sous la forme de matches aller seulement.
Cette édition est remportée par l'Afrique du Sud qui gagne cette compétition pour la première fois depuis sa création en 2012.

## Calendrier
| 20 juillet | Ellis Park Stadium, Johannesbourg   | Afrique du Sud | 35 – 17 | Australie        |
| 20 juillet | Stade José-Amalfitani, Buenos Aires | Argentine      | 16 – 20 | Nouvelle-Zélande |

| 27 juillet | Westpac Stadium, Wellington | Nouvelle-Zélande | 16 – 16 | Afrique du Sud |
| 27 juillet | Suncorp Stadium, Brisbane   | Australie        | 16 – 10 | Argentine      |

| 10 août | Optus Stadium, Perth                    | Australie | 47 - 26 | Nouvelle-Zélande |
| 11 août | Estadio Padre Ernesto Martearena, Salta | Argentine | 13 - 46 | Afrique du Sud   |

## Classement
| Rang | Nation               | J | V | N | D | Bo | Bd | Pm | Pe | Diff | Pts |
| ---- | -------------------- | - | - | - | - | -- | -- | -- | -- | ---- | --- |
| 1    | Afrique du Sud       | 3 | 2 | 1 | 0 | 2  | 0  | 97 | 46 | +51  | 12  |
| 2    | Australie            | 3 | 2 | 0 | 1 | 0  | 0  | 80 | 71 | +9   | 8   |
| 3    | Nouvelle-Zélande (T) | 3 | 1 | 1 | 1 | 0  | 0  | 62 | 79 | -17  | 6   |
| 4    | Argentine            | 3 | 0 | 0 | 3 | 0  | 2  | 39 | 82 | -43  | 2   |

|  | Vainqueur de la compétition |
|  | T : tenant du titre 2018    |

## Acteurs de la compétition

### Joueurs
Cette liste énumère les effectifs des équipes participantes au Rugby Championship 2019. Durant la compétition, les entraîneurs ont la possibilité de faire des changements et de sélectionner de nouveaux joueurs pour des raisons tactiques ou à la suite de blessures.

#### Afrique du Sud
| Entraîneur | Entraîneur             | Johan Erasmus                                                                                                 |
| Avants     | Pilier                 | Thomas du Toit, Lizo Gqoboka, Steven Kitshoff, Vincent Koch, Frans Malherbe, Tendai Mtawarira, Trevor Nyakane |
| Avants     | Talonneur              | Schalk Brits, Malcolm Marx, Bongi Mbonambi                                                                    |
| Avants     | Deuxième ligne         | Lood de Jager, Pieter-Steph du Toit, Eben Etzebeth, Franco Mostert, Marvin Orie, RG Snyman                    |
| Avants     | Troisième ligne aile   | Marcell Coetzee, Rynhardt Elstadt, Siya Kolisi (cap.), Francois Louw, Kwagga Smith, Marco van Staden          |
| Avants     | Troisième ligne centre | Duane Vermeulen                                                                                               |
| Arrières   | Demi de mêlée          | Faf de Klerk, Herschel Jantjies, Cobus Reinach                                                                |
| Arrières   | Demi d'ouverture       | Elton Jantjies, Handré Pollard                                                                                |
| Arrières   | Centre                 | Lukhanyo Am, Damian de Allende, André Esterhuizen, Jesse Kriel, François Steyn                                |
| Arrières   | Ailier                 | Aphiwe Dyantyi, Cheslin Kolbe, Dillyn Leyds, Makazole Mapimpi, S'busiso Nkosi                                 |
| Arrières   | Arrière                | Warrick Gelant, Willie le Roux                                                                                |

#### Argentine
| Entraîneur | Entraîneur             | Mario Ledesma                                                                      |
| Avants     | Pilier                 | Juan Figallo, Ramiro Herrera, Santiago Medrano, Nahuel Tetaz Chaparro, Mayco Vivas |
| Avants     | Talonneur              | Agustín Creevy, Julián Montoya                                                     |
| Avants     | Deuxième ligne         | Matías Alemanno, Tomás Lavanini, Guido Petti Pagadizábal                           |
| Avants     | Troisième ligne aile   | Marcos Kremer, Juan Manuel Leguizamón, Tomás Lezana, Pablo Matera                  |
| Avants     | Troisième ligne centre | Facundo Isa, Javier Ortega Desio                                                   |
| Arrières   | Demi de mêlée          | Tomás Cubelli, Felipe Ezcurra, Martín Landajo                                      |
| Arrières   | Demi d'ouverture       | Joaquín Díaz Bonilla, Nicolás Sánchez, Benjamín Urdapilleta                        |
| Arrières   | Centre                 | Jerónimo de la Fuente, Lucas Mensa, Matías Moroni, Matías Orlando                  |
| Arrières   | Ailier                 | Sebastián Cancelliere, Santiago Cordero, Manuel Montero, Ramiro Moyano             |
| Arrières   | Arrière                | Emiliano Boffelli, Joaquín Tuculet                                                 |

#### Australie
| Entraîneur | Entraîneur             | Michael Cheika                                                                                             |
| Avants     | Pilier                 | Allan Alaalatoa, Harry Johnson-Holmes, Sekope Kepu, Tom Robertson, Scott Sio, James Slipper, Taniela Tupou |
| Avants     | Talonneur              | Folau Fainga'a, Tolu Latu, Jordan Uelese                                                                   |
| Avants     | Deuxième ligne         | Rory Arnold, Luke Jones, Izack Rodda, Rob Simmons                                                          |
| Avants     | Troisième ligne aile   | Jack Dempsey, Michael Hooper , Lukhan Salakaia-Loto, Liam Wright                                           |
| Avants     | Troisième ligne centre | Isi Naisarani, Rob Valetini                                                                                |
| Arrières   | Demi de mêlée          | Will Genia, Joe Powell, Nic White                                                                          |
| Arrières   | Demi d'ouverture       | Bernard Foley, Christian Lealiifano                                                                        |
| Arrières   | Centre                 | Reece Hodge, Samu Kerevi, Tevita Kuridrani, James O'Connor, Matt Toomua                                    |
| Arrières   | Ailier                 | Adam Ashley-Cooper, Dane Haylett-Petty, Marika Koroibete, Jack Maddocks                                    |
| Arrières   | Arrière                | Tom Banks, Kurtley Beale                                                                                   |

#### Nouvelle-Zélande
| Entraîneur | Entraîneur             | Steve Hansen                                                                                     |
| Avants     | Pilier                 | Owen Franks, Nepo Laulala, Joe Moody, Atu Moli, Angus Ta'avao, Karl Tu’inukuafe, Ofa Tu'ungafasi |
| Avants     | Talonneur              | Asafo Aumua, Dane Coles, Liam Coltman, Codie Taylor                                              |
| Avants     | Deuxième ligne         | Jackson Hemopo, Brodie Retallick, Patrick Tuipulotu, Sam Whitelock                               |
| Avants     | Troisième ligne aile   | Sam Cane, Vaea Fifita, Shannon Frizell, Luke Jacobson, Dalton Papali'i, Ardie Savea, Matt Todd   |
| Avants     | Troisième ligne centre | Kieran Read                                                                                      |
| Arrières   | Demi de mêlée          | TJ Perenara, Aaron Smith, Brad Weber                                                             |
| Arrières   | Demi d'ouverture       | Beauden Barrett, Josh Ioane, Richie Mo'unga                                                      |
| Arrières   | Centre                 | Jack Goodhue, Ngani Laumape, Anton Lienert-Brown, Sonny Bill Williams                            |
| Arrières   | Ailier                 | George Bridge, Braydon Ennor, Rieko Ioane, Sevu Reece                                            |
| Arrières   | Arrière                | Jordie Barrett, Ben Smith                                                                        |

### Arbitres
| Rugby Europe                   | Oceania Rugby                                              | Rugby Afrique |
| ------------------------------ | ---------------------------------------------------------- | ------------- |
| - Jérôme Garcès - Romain Poite | - Nic Berry - Angus Gardner - Paul Williams - Ben O'Keeffe |               |

## Statistiques

### Meilleurs marqueurs
| Rang | Joueur            | Équipe           | Essais |
| ---- | ----------------- | ---------------- | ------ |
| 1    | Reece Hodge       | Australie        | 3      |
| 1    | Herschel Jantjies | Afrique du Sud   | 3      |
| 3    | Ngani Laumape     | Nouvelle-Zélande | 2      |
| 3    | Handré Pollard    | Afrique du Sud   | 2      |

### Meilleurs réalisateurs
| Rang | Joueur               | Équipe           | Points | Essais | Transf. | Pén. | Drops |
| ---- | -------------------- | ---------------- | ------ | ------ | ------- | ---- | ----- |
| 1    | Handré Pollard       | Afrique du Sud   | 42     | 2      | 4       | 8    | 0     |
| 2    | Christian Lealiifano | Australie        | 24     | 0      | 3       | 6    | 0     |
| 3    | Beauden Barrett      | Nouvelle-Zélande | 20     | 1      | 3       | 3    | 0     |
| 4    | Nicolás Sánchez      | Argentine        | 19     | 0      | 2       | 5    | 0     |